# آرش (قمر)
القمر آرش (بالإنجليزية: Arche)‏ المعروف أيضاً باسم المشتري الثالث والأربعون (بالإنجليزية: Jupiter XLIII)‏، هو قمر طبيعي غير نظامي يتحرك بحركة تراجعية تابع لكوكب المشتري.
و ينتمي هذا القمر إلى مجموعة كارم المكونة جميعها من أقمار غير نظامية وتتحركة بحركة تراجعية دائرة حول المشتري على مسافة تتراوح بين 23 و24 جيجامتر وزاوية ميلان تبلغ تقريباً 165°.

## اكتشافه
اكتشف هذا القمر فريق من علماء الفلك من جامعة هاواي بقيادة سكوت شيبارد في عام 2000 للميلاد، وتمت تسميته مؤقتاً بالاسم S/2002 J 1.

## خصائصه
يدور هذا القمر حول كوكب المشتري على مسافة متوسطة تبلغ 23,717 ميغامتر في 746.185 يوماً، بزاوية ميل يبلغ قدرها 165 درجة في اتجاه (°162 من خط الاستواء في المشتري) حسب مسير الشمس مع شذوذ مداري يبلغ قدره 0.149.
و يبلغ قطر هذا القمر حوالي 3 كيلومترات.